# Cyprus op het Eurovisiesongfestival 1985
Cyprus nam deel aan het Eurovisiesongfestival 1985 in Göteborg, Zweden. Het was de 5de deelname van het land op het Eurovisiesongfestival. De CyBC was verantwoordelijk voor de Cypriotische bijdrage voor de editie van 1985.

## Selectieprocedure
In tegenstelling tot het vorige jaar, koos men er weer voor om via een interne selectie de kandidaat en het lied aan te duiden voor het festival.
Uiteindelijk koos men voor de zangeres Lia Vissi met het lied Lo katalava arga

## In Göteborg
In Zweden trad Cyprus als 3de van 19 landen aan, na Finland en voor Denemarken. Het land behaalde een 16de plaats, met 15 punten. 
België had geen punten over voor deze inzending,  Nederland nam niet deel in 1985.

### Gekregen punten

#### Finale
| 12 punten | 10 punten | 8 punten               | 7 punten | 6 punten  |
| --------- | --------- | ---------------------- | -------- | --------- |
|           |           | - Griekenland          |          |           |
| 5 punten  | 4 punten  | 3 punten               | 2 punten | 1 punt    |
|           |           | - Italië - Zwitserland |          | - Ierland |

### Punten gegeven door Cyprus

#### Finale
Punten gegeven in de finale:
| 12 punten | Duitsland   |
| 10 punten | Italië      |
| 8 punten  | Griekenland |
| 7 punten  | Ierland     |
| 6 punten  | Finland     |
| 5 punten  | Israël      |
| 4 punten  | Frankrijk   |
| 3 punten  | Denemarken  |
| 2 punten  | Zwitserland |
| 1 punt    | Spanje      |

1981 · 1982 · 1983 · 1984 · 1985 · 1986 · 1987 · 1988 · 1989 · 1990 · 1991 · 1992 · 1993 · 1994 · 1995 · 1996 · 1997 · 1998 · 1999 · 2000 · 2001 · 2002 · 2003 · 2004 · 2005 · 2006 · 2007 · 2008 · 2009 · 2010 · 2011 · 2012 · 2013 · 2014 · 2015 · 2016 · 2017 · 2018 · 2019 · 2020 · 2021 · 2022 · 2023 · 2024 · 2025